# Pietro Pompeo Sales
Pietro Pompeo Sales anche noto come de Sala (Brescia, 1729 circa – Hanau, 21 novembre 1797) è stato un compositore italiano.

## Biografia
Persi prematuramente i genitori durante un terremoto, fu adottato dalla famiglia Mondella (una famiglia bresciana). Nel 1750 visse per sei mesi a Storo e verso la fine di quell'anno si recò a Innsbruck, dove entrò al servizio del Barone Pircher e dove studiò presso l'università locale. Nel 1752 compose un dramma scolastico per l'ordine dei Gesuiti e due anni dopo divenne direttore di una compagnia teatrale d'opera italiana, assieme alla quale visitò Colonia, Bruxelles, Lilla e altre città dell'Europa centrale. Nel 1756 entrò nella cappella di corte del principe vescovo Giuseppe Ignazio Filippo d'Assia-Darmstadt presso la città di Augusta. Negli anni successivi si mosse verso varie località, dove si esibì sia come musico che come compositore: nel 1758 divenne membro della celebre Accademia Filarmonica di Bologna, nel 1762 compose un oratorio per Mannheim e scrisse alcune opere nel 1765 per Monaco e nel 1767 per Padova. Morto nel 1768 il langravio Giuseppe Filippo, Sales, accompagnato da alcuni musicisti che erano attivi presso la corte di Augusta, entrò al servizio dell'elettore di Treviri Clemente Venceslao di Sassonia (il quale aveva ereditato il titolo di Principe Vescovo di Augusta) presso la sua corte sita nella fortezza di Ehrenbreitstein (vicino a Coblenza). Ivi venne posto alla direzione della cappella di corte, mantenendo tale carica fino al 1787. Contemporaneamente però mantenne legami con la corte monacense componendo delle opere per la stagione di carnevale del 1769 e 1774; in quest'ultimo anno si unì anche in nozze con la cantante Franziska Blümer. Nel 1776 fu attivo a Londra per violista e l'anno seguente a Francoforte rappresentò una Passione. Nel 1786 si spostò con tutta la corte dell'elettore nel nuovo castello di Coblenza, che dovette abbandonare nel 1792 e nel 1794, durante gli anni delle guerre rivoluzionarie francesi. Nel 1797, dopo l'ennesima fuga dai francesi, morì prima di ritornare a Coblenza.

## Considerazioni sull'artista
Sales fu un compositore versatile, il quale seppe comporre musica seguendo sì lo stile italiano (e più precisamente i canoni della scuola musicale napoletana), ma senza trascurare i vari sviluppi musicali propriamente tedeschi. Egli fu molto ammirato dai contemporanei, anche se i suoi lavori non ebbero ampia diffusione a causa della promessa che fece all'elettore di non pubblicare i propri lavori. Gerber lo descrisse così:
(Ernst Ludwig Gerber)
Schubart lo menziona come un compositore preciso e piacevole e una persona affabile, sebbene egli espresse qualche riserva circa i lavori di Sales sul suo Ideen zu einer Ästhetik der Tonkunst.
Egli produsse le proprie composizioni soprattutto per la corte di Augusta ed Ehrenbreitstein/Coblenza; molte di queste, che erano incluse nel "tesoro musicale" della sede vescovile renana, sono andate perdute, mentre tra quelle giunte sino a noi si ricorda in particolare l'oratorio La Betulia liberata.

## Composizioni

### Opere
- Massinissa, oder Die obsiegende Treu (dramma gesuita, 1752, Innsbruck)
- Le cinesi (componimento drammatico, libretto di Pietro Metastasio, 1757, Augusta)
- L'isola disabitata (azione teatrale, libretto di Pietro Metastasio, 1758, Augusta)
- Le nozze di Amore e di Norizia (opera seria, libretto di Giunti, 1765, Teatro Cuvilliés di Monaco di Baviera)
- Antigona in Tebe (opera seria, 1767, Padova)
- L'Antigono (opera seria, libretto di Pietro Metastasio, 1769, Monaco)
- Achille in Sciro (opera seria, libretto di Pietro Metastasio e A. Savioli, 1774, Monaco)
- Il re pastore (opera seria, libretto di Pietro Metastasio)

### Oratori
- Oratorio per la festa del Santo Natale (libretto di Pietro Metastasio, 1756, Augusta)
- Die Leiden unseres Herrn Jesu Christ (Augusta)
- Giefte (libretto di Mattia Verazi, 1762, Mannheim)
- La Passione di Gesù Christo (libretto di Pietro Metastasio, 1772, Ehrenbreitstein)
- Heu quid egisti (1774, Monaco)
- Isacco figura del redentore (libretto di Pietro Metastasio, 1778, Ehrenbreitstein)
- Giuseppe riconosciuto (libretto di Pietro Metastasio, 1780, Ehrenbreitstein)
- Gioàs, re di Giudia (libretto di Pietro Metastasio, 1781)
- La Betulia liberata (libretto di Pietro Metastasio, 1783, Ehrenbreitstein)
- Affectus amantis (1784, Ehrenbreitstein)
- Sant'Elena al Calvario (libretto di Pietro Metastasio, 1790, Ehrenbreitstein)

### Altra musica sacra
- Missa solemnis in do magg.
- Messa in do magg.
- Messa in fa-re magg. (Kyrie e Gloria)
- Missa solemnis in re magg.
- 2 Litaniae lauretanae
- 2 Alma Redemptoris Mater
- Currite accedite (offertorio)
- Ecce panis angelorum (offertorio)
- Ave maris stella
- Mi deus ego amo te
- Salutis humani
- Tantum ergo
- Salve regina

### Musica strumentale
- 5 sinfonie (re magg., re magg., fa magg., sol magg. sol magg.)
- Serenata
- Concerto per flauto in re magg.
- 3 concerti per clavicembalo (do magg., fa magg., sol magg.)
- Concerto per 2 clavicembali in sol magg.
- Partita (dubbia, attribuita anche a Christian Cannabich)
- Sonata per clavicembalo
- Trio in sol magg. per clavicembalo, violino e violoncello
- Notturno per 2 violini e violoncello